# Bellamya constricta
Bellamya constricta је пуж из реда Architaenioglossa.

## Угроженост
Ова врста се сматра угроженом.

## Распрострањење
Ареал врсте је ограничен на мањи број држава, на подручју горњег Нила и језера Викторија. Присутна је у следећим државама: Кенија, Танзанија и Уганда.

## Станиште
Станиште врсте су слатководна подручја.